# Fayçal Abdat
Fayçal Abdat est un footballeur algérien né le 20 octobre 1986 à Hussein Dey dans la wilaya d'Alger. Il évoluait au poste de défenseur central, notamment au CR Belouizdad, à l'USM El Harrach et à l'USM Bel Abbès.

## Biographie
Fayçal Abdat dispute plus de 200 matchs en première division algérienne.
À deux reprises, il se classe quatrième du championnat d'Algérie : en 2012 avec le CR Belouizdad, puis en 2018 avec le MC Oran.
Il atteint avec Belouizdad la finale de la Coupe d'Algérie en 2012, en étant battu sur le score de 1-2 par l'ES Sétif.

## Palmarès
- Finaliste de la Coupe d'Algérie en 2012 avec le CR Belouizdad